# Montichiari
Montichiari is een gemeente in de Italiaanse provincie Brescia (regio Lombardije) en telt 20.557 inwoners (31-12-2004). De oppervlakte bedraagt 81,2 km², de bevolkingsdichtheid is 235 inwoners per km².
De volgende frazioni maken deel uit van de gemeente: Vighizzolo, Novagli Mattino, Novagli Sera, Chiarini, Ro, Sant Antonio.

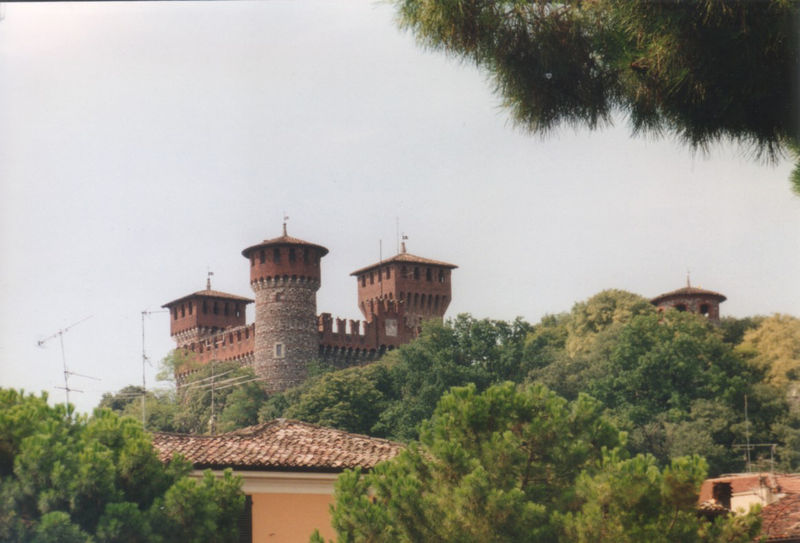
Kasteel Bonoris, Montichiari
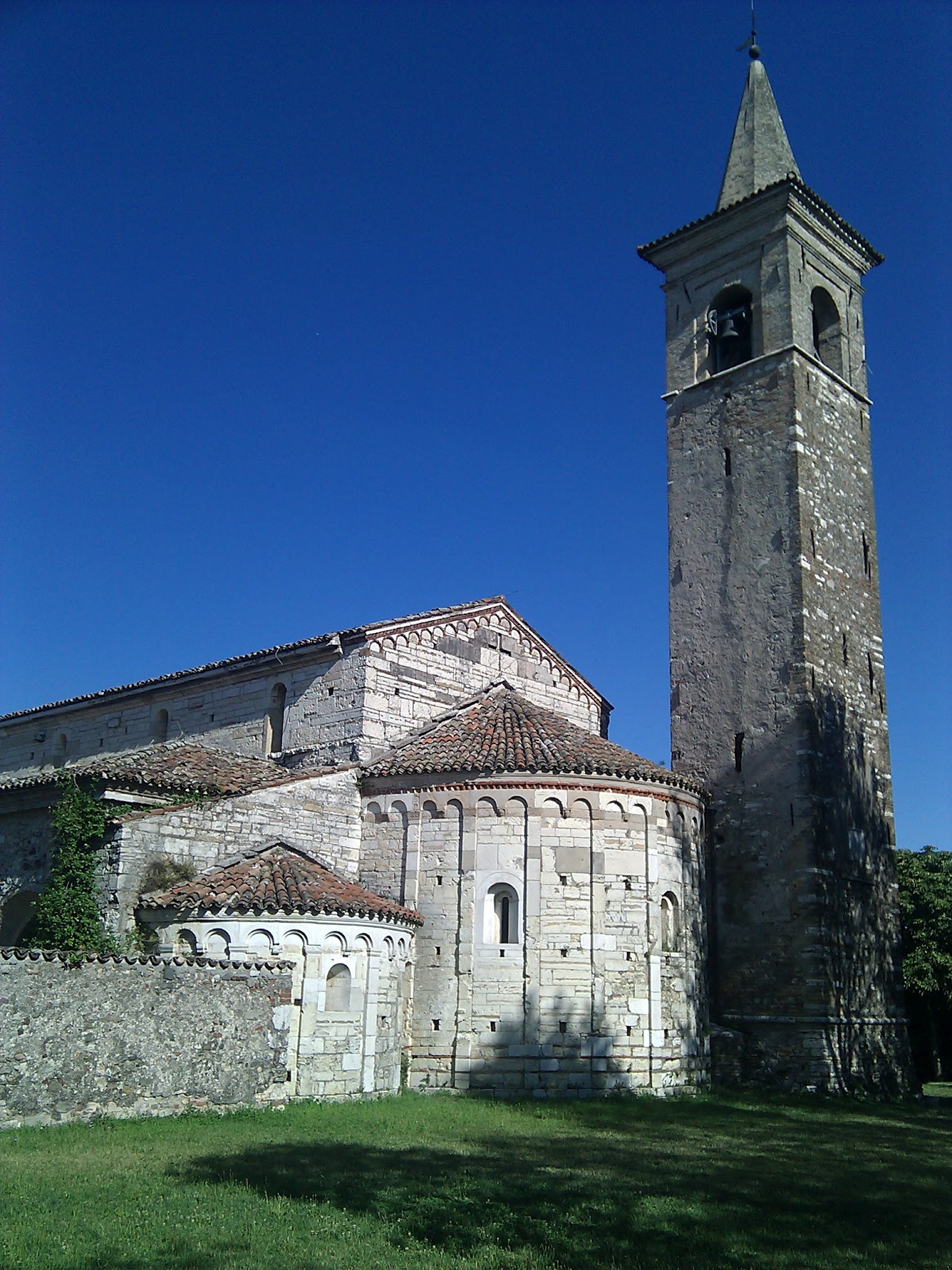
Kerk van St Pancratius in Montichiari

## Demografie
Montichiari telt ongeveer 7969 huishoudens. Het aantal inwoners steeg in de periode 1991-2001 met 14,0% volgens cijfers uit de tienjaarlijkse volkstellingen van ISTAT.
| Jaar | Inwoneraantal |
| ---- | ------------- |
| 1991 | 16.759        |
| 2012 | 24.287        |

## Geografie
De gemeente ligt op ongeveer 108 m boven zeeniveau.
Montichiari grenst aan de volgende gemeenten: Calcinato, Calvisano, Carpenedolo, Castenedolo, Castiglione delle Stiviere (MN), Ghedi.